# Марш живих
Марш живих (івр. מצעד החיים, «Міц'ад-га-Хаїм») — щорічна освітня програма, яка залучає студентів з усього світу до Польщі, де вони дізнаються про Голокост. У День пам'яті жертв Голокосту, згідно з єврейським календарем Йом Хашоа, тисячі учасників мовчки йдуть від Освенціма до Біркенау, найбільшого комплексу нацистських концтаборів, побудованих під час Другої світової війни.Ініціаторами Маршу живих були ізраїльтяни Авраам Гіршсон та доктор Семуел Розенман. У перші роки їх підтримували лідери єврейських громад та благодійники з США (Елвін Шифф, Джин Грінцвейг та Джозеф Вілф, перший північноамериканський голова Маршу живих) та Канади (Вальтер Гесс, Шломо Шимон, рабин Ірвін Вітті, а також Елі Рубенштейн).
В останні роки «Марш живих» (MOTL) намагався розширити свої теми — він зосереджений не лише на Голокості та включає інший зміст у свою програму. Це такі елементи: згадування життя євреїв до війни, налагодження діалогу з польськими студентами, зустрічі з польськими праведниками серед народів та контакти з сучасною єврейською громадою в Польщі.

## Виноски
1. ↑  Wilhelma z Newburgh Noc Żywych Trupów. Przegląd Historyczny. Т. 110, № 1. 15 липня 2019. с. 1—18. doi:10.36693/ph.201901.pp.1-18. ISSN 0033-2186. Процитовано 10 жовтня 2020.
2. ↑  Paczula, Tadeusz. Schreibstuben im KL Auschwitz. Sterbebücher von Auschwitz, Band 1: Berichte. Berlin, Boston: DE GRUYTER SAUR. с. 27—66. ISBN 978-3-11-096315-1.
3. ↑  DiMarchi, Richard, ред. (2009). Biopolymers. Т. 92, № 4. doi:10.1002/bip.v92:4. ISSN 0006-3525 http://dx.doi.org/10.1002/bip.v92:4. Процитовано 10 жовтня 2020. {{cite news}}: Пропущений або порожній |title= (довідка)